# Piotr To Rot
Piotr To Rot (ur. 1912 w Rakunai na Nowej Brytanii, zm. 7 lipca 1945 w Vunaiara) – błogosławiony Kościoła katolickiego, katechista z Nowej Gwinei, męczennik.

## Życiorys
Piotr To Rot urodził się w 1912 roku w wiosce Rakunai. Jego rodzicami byli Angel To Puia i Maria La Tumul. Mając 18 lat zapisał się do misyjnej szkoły dla katechistów. Ukończył ją z wyróżnieniem. Po powrocie do rodzinnej wioski współpracował z proboszczem. W pracy katechetycznej nigdy nie rozstawał się z Biblią. W wieku 24 lat ożenił się z Paolą La Varpit z sąsiedniej wioski. Małżeństwo miało trójkę dzieci. W świadectwach w czasie procesu beatyfikacyjnego wierni podkreślali przykładność Piotra jako dobrego męża i ojca.
W 1942 na wyspę dotarły wojska japońskie. Kapłani ze Zgromadzenia Misjonarzy Najświętszego Serca Jezusowego i ich europejscy pomocnicy zostali osadzeni w obozie koncentracyjnym. Na Piotrze spoczął obowiązek animacji życia religijnego w wiosce. Nie przestał katechizować, chrzcić dzieci, celebrować nabożeństw Słowa Bożego. Od ukrywającego się kapłana przynosił Komunię św. i rozdawał ją wiernym. W lesie zbudował z gałęzi kaplicę, gdzie przechowywał naczynie liturgiczne. Gdy Japończycy zwrócili się przeciwko katolikom świeckim, naciskając na nich, by porzucili wiarę i wrócili do poligamii, Piotr jawnie zaprotestował. Został zatrzymany. Po zakazie celebracji liturgicznych zatrzymano go po raz drugi, oskarżając o złamanie nakazu poligamii. Tym razem osadzono go w obozie koncentracyjnym. Codziennie był odwiedzany przez matkę i żonę, którym mówił o niebezpieczeństwie bliskiej rozłąki. Był traktowany gorzej niż inni więźniowie ale pomimo tego pozostawał pogodny i wytrwał w wierze. Zabił go zastrzykiem z trucizną japoński lekarz 7 lipca 1945 w Vunaiara.

## Beatyfikacja
Wierni poprosili o rozpoczęcie procesu beatyfikacyjnego miejscowego biskupa 13 stycznia 1985 roku. Proces rozpoczęto w 1986 roku. Piotr To Rot został beatyfikowany przez papieża Jana Pawła II dnia 17 stycznia 1995 w Port Moresby (Papua-Nowa Gwinea), podczas swej podróży apostolskiej do Azji Wschodniej i Australii.
28 marca 2025 papież Franciszek podpisał dekret uznający cud za wstawiennictwem błogosławionego, co otwiera drogę do jego kanonizacji. Data jego kanonizacji została ogłoszona na konsystorzu, który odbył się 13 czerwca 2025.
Wspomnienie liturgiczne obchodzone jest 7 lipca.
Bł. Piotr To Rot był jednym z patronów Światowych Dni Młodzieży w Sydney w Australii w 2008 roku.